# Университет Балыкесир
Университет Балыкесир — (тур. Balıkesir Üniversitesi) — государственный университет в Балыкесире, Турция. Университет был основан в 1992 году.

## История

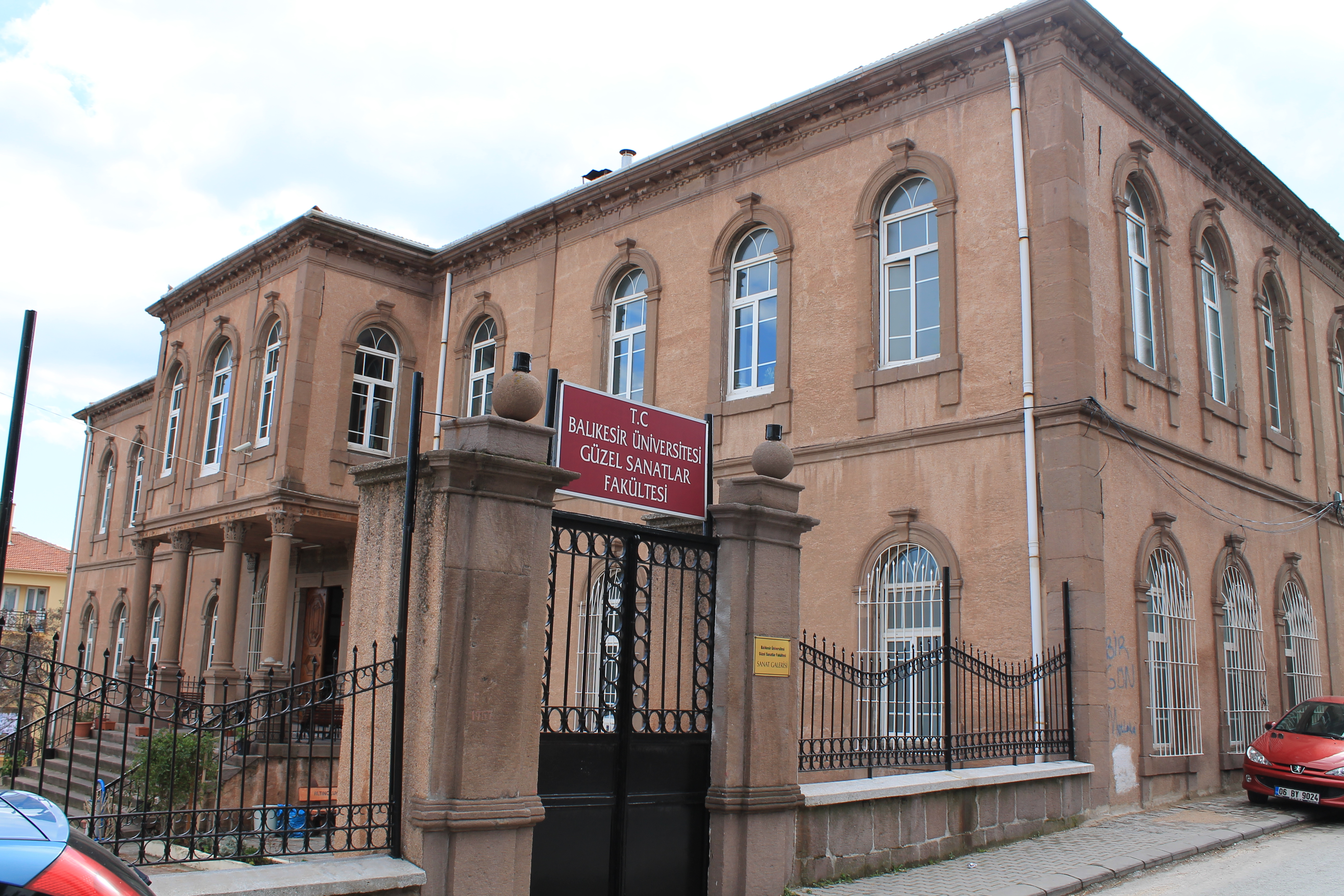
Факультет искусств

Корни Университета Балыкесир уходят в Педагогическую школу Кареси, которая была основана в 1910 году. Важным шагом для создания университета стали открытые в 1975—1976 годах учебные заведения — Балыкесирская государственная инженерная академия, Балыкесирская профессиональная школа менеджмента и туризма и Балыкесирский профессиональный колледж.
В 1982 году эти учреждения изменили свои названия и статус на основании указа-закона № 41 и продолжили свою учебную деятельность как Университет Улудаг.
Учреждения, действовавшие под названием Университет Улудаг в течение десяти лет, создали прочную инфраструктуру для Университета Балыкесир посредством здорового и стабильного развития. Университет Балыкесир был основан в соответствии с законом от 11 июня 1992 года, под № 3837.
С 01.01.1993 года университет легально продолжает свою деятельность как Балыкесирский университет.

## Логотип университета
Белая лилия на логотипе Университета Балыкесир является символом города. Синие цвета представляют Эгейское и Мраморное моря на побережье города, а зеленые цвета представляют зеленый облик города.

## Академическая структура

### Факультеты
- Факультет инженерии и архитектуры[3]
- Образовательный факультет Неджатибея
- Медицинский факультет
- Факультет науки и литературы
- Факультет изящных искусств
- Факультет экономики и административных наук
- Факультет ветеринарной медицины
- Семинария
- Факультет туризма
- Юридический факультет
- Факультет прикладных наук Бурхание

### Институты
- Институт науки и технологий
- Институт социальных наук
- Институт медицинских наук

### Колледжи
- Айвалыкский колледж
- Гавранский колледж
- Колледж Бурхание
- Балыкесирский колледж
- Синдиргинский колледж
- Бигадичский колледж
- Дурсунбейский колледж
- Сусурлукский колледж
- Саваштепинский колледж
- Эдремитский колледж
- Алтынолукский колледж

## Кампусы

### Кампус Чагиш
Перечисленные ниже подразделения находятся в главном кампусе Чагиш на окраине города:
- Здание ректората с административными подразделениями
- Факультет инженерии и архитектуры
- Факультет наук и искусств
- Школа туризма и гостиничного менеджмента
- Балыкесирское профессиональное училище
- Центральная библиотека
- Главный спортивный зал
- Высшая школа наук
- Высшая школа социальных наук

### Кампус НЭФ
Кампус НЭФ находится в центре города. Эти подразделения находятся на территории этого кампуса:
- Педагогический факультет
- Школа физического воспитания и спортивного преподавания
- Конференц-зал НЭФ
- Конференц-зал Халила Иналджика
- Спортивный зал
- Университетский фитнес-центр
- Спортивные сооружения на открытом воздухе
- Центр непрерывного образования (BAUSEM)

## Ректоры
- 1992—1994 — профессор, доктор Асым Юджел.
- 1994—1998 — профессор, доктор Айдын Окчу.
- 1998—2002 — профессор, доктор Недждет Хаджиоглу.
- 2002-06 — Профессор, доктор Недждет Хаджиоглу.
- 2006-10 — профессор, доктор Шериф Сайлан.
- 2010-14 — профессор, доктор Махир Алкан
- 2014-18 — профессор доктор Керим Оздемир
- 2018—2023 — профессор, доктор Ильтер Куш
- 2023 — по настоящее время — профессор доктор Юджел Огурлу